# William A. Switzer Provincial Park
Der William A. Switzer Provincial Park ist ein 60,95 km² großes, von der Bighorn Route durchquertes Naturschutzgebiet im Westen der Provinz Alberta, welches sich in den Vorgebirgen der Rocky Mountains in einem seenreichen Gelände zwischen 1.150 und 1.300 Meter über dem Meeresspiegel befindet.
Der Park wurde am 22. Dezember 1958 eingerichtet und wird durch Alberta Community Development betrieben. Bei dem Park handelt es sich um ein Schutzgebiet der IUCN-Kategorie II (Nationalpark).
Es bestehen zahlreiche Möglichkeiten für Wassersport; an den Seen Gregg Lake, Cache Lake, Blue Lake und Jarvis Lake bestehen Campingmöglichkeiten.

## Weblink
- Alberta Environment and Parks: William A. Switzer Provincial Park (engl.)